# 20-mm-Flugabwehr-Maschinenkanone Typ 98
Die Typ 98 20-mm-Flugabwehr-Maschinenkanone (japanisch 九八式二十粍高射機関砲 kuhachi shiki niju miri kōsha kikanhō, deutsch ‚Typ 98 20-mm-Flugabwehr-Maschinenkanone‘) war eine Maschinenkanone für die Fliegerabwehr und für den Erdkampf, die vom Kaiserlich Japanischen Heer 1938 (Jahr 2598 nach dem Kōki-Kalender, daher die Jahreszahl der Benennung) aus einem Vorgängermodell entwickelt und von 1939 bis 1945 eingesetzt wurde. Auch das Seekommando des Heeres verwendete diese Waffe in größerem Umfang.

## Hintergrund
In den frühen 1930er Jahren nahmen aufgrund der japanischen Expansionsbestrebungen die Spannungen in Ostasien zwischen Japan und China, aber auch zwischen Japan und der Sowjetunion, immer weiter zu. Ein wesentlicher Teil der damaligen militärischen Entwicklungen wurden im Bereich Flugzeugbau und -einsatz gemacht. Die Flugabwehr wurde meist von schweren Waffen wie der Typ 11 7,5-cm-Flugabwehrkanone übernommen. Diese waren jedoch gegen tieffliegende Flugzeuge aufgrund der sehr kurzen, möglichen Einwirkzeit wenig effektiv. Daher wurde im Nahbereich meist mit Infanteriewaffen und vor allem leichten sowie schweren Maschinengewehren auf einfliegende Maschinen geschossen. Die verwendete Munition war jedoch für den Erdkampf konzipiert und mit immer schnelleren und gepanzerten Flugzeugen immer weniger wirksam auf diese. Zudem war die Reichweite begrenzt. Es gab daher eine Abwehrlücke im Bereich 250 m bis 2000 m Höhe. Das Heer suchte in Europa nach Lösungen und fand mit der französischen Mitrailleuse de 13,2 mm Hotchkiss mle 1929 eine mögliche Lösung. Allerdings erschien das Kaliber und damit die Zielwirkung als zu gering. Daher beschloss die japanische Heeresführung 1933, eine entsprechende Waffe im Kaliber 20 mm zu entwickeln.

## Entwicklungsgeschichte

### Vorläufer
Folgenden Vorgaben wurden herausgegeben:
- Gasdrucklader
- Hauptaufgaben Flugabwehr und Panzerabwehr
- Mündungsgeschwindigkeit 900 m/s
- Höhenrichtbereich −5° bis + 85°
- Seitenrichtbereich 360°
- Gewicht im Zugtierzug maximal 450 kg
- Gewicht im motorisierten Zug maximal 750 kg mit Protze
- Verwendung eines Dreibeins und demontierbarer Räder
- Effektive Schusshöhe bis 2000 m
- Verwendung optischer Richtgeräte an der Waffe
- Verwendung eines Trommelmagazins
- Mannschaftszug, Zugtierzug, motorisierter Zug und Verwendung auf Fahrzeugen sollten möglich sein

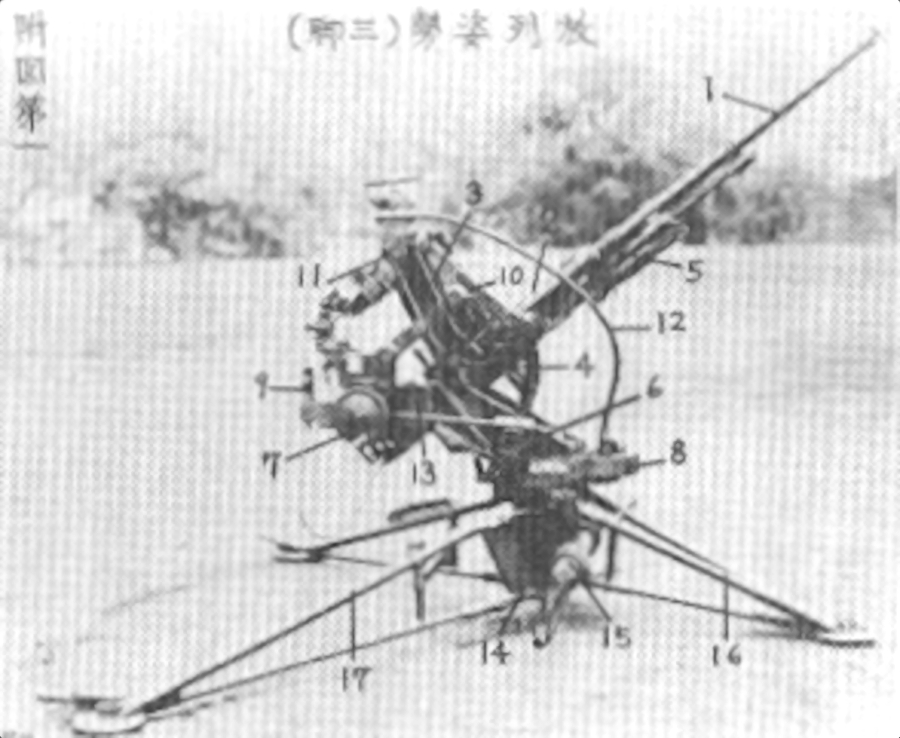
Experimentelle Typ 94 20-mm-Flugabwehr-Maschinenkanone in Feuerposition.

Aus dem als japanisierte Version der 13,2 mm Hotchkiss geplanten Experimentellen Typ 92 13,2-mm-Schweren-Maschinengewehr (Parallelentwicklung mit einer Lafette zum lafettenlosen Typ 92 13,2-mm-Schweren Maschinengewehr der Panzerwaffe) entstand 1934 eine erste Version der geforderten Maschinenkanone im Kaliber 20 mm unter der Bezeichnung Experimentelle Typ 94 20 mm-Flugabwehr-Maschinenkanone. Das Rohr hatte eine Länge von 1,4 m und war mit Spatengriffen um den Druckauslöser und einer Mündungsbremse zur Verringerung des für den Gasdrucklademechanismus zu hohen Drucks der neu entwickelten Munition ausgestattet. Die Patronen wurde über ein 8-Schuss-Trommelmagazin von oben zugeführt. Das Richten erfolgte optisch über Hebel durch einen durch Handräder bedienten Richtmechanismus. Für den Erdkampf war eine zusätzliche Richtoptik vorhanden. Die Oberlafette bestand aus einer nach hinten abgewinkelten, zweischenkeligen Gabel, in die die eigentliche Waffe mit dem Richtmechanismus vertikal beweglich eingelegt wurde. Ein zentraler Drehzapfen verband sie mit der Unterlafette. Diese verfügte über ein Pivot mit mittig eingebauter Achse zur Montage von Holzspeichenrädern und mehrere, teilweise klappbare Befestigungspunkte für die Holme.

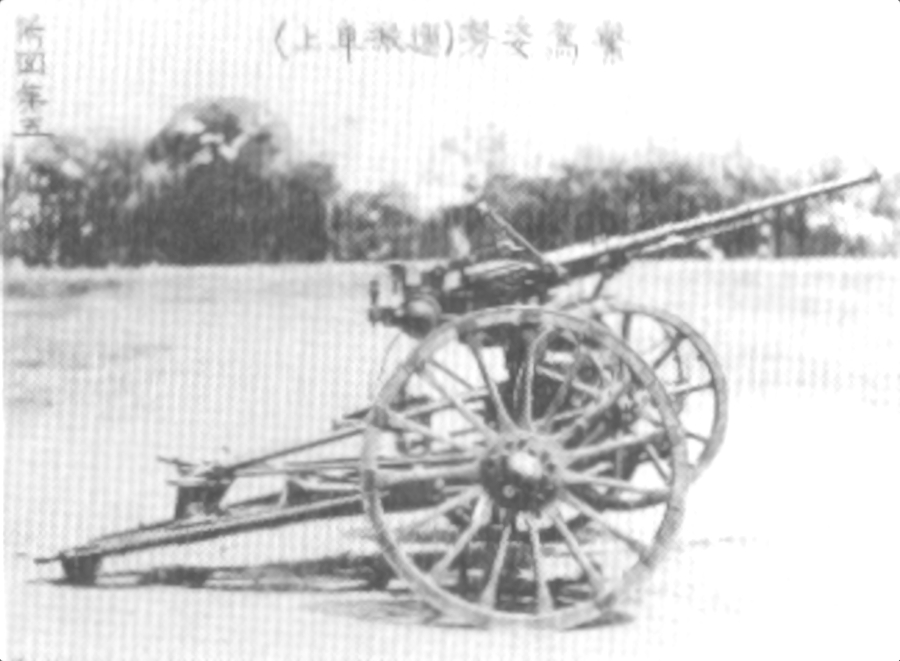
Experimentelle Typ 94 20-mm-Flugabwehr-Maschinenkanone in Transportstellung, auf Anhänger für motorisierten Transport verladen.

Die drei Holme waren in Feuerstellung in einem Winkel von jeweils 120° zueinander angeordneten. Sie bestanden jeweils aus vier in einer Dreiecksform verschweißten Stahlrohren. Alle drei waren nach außen abfallend an der Unterlafette montiert und hatten einen Auflageteller, auf dem sie auf dem Untergrund standen. Der vordere Holm war jedoch etwas kürzer ausgelegt. Beim Stellungswechsel musste das 376,7 kg schwere Geschütz zunächst angehoben werden, um die Räder auf die Achse zu stecken. Auf kurzen Strecken konnte es dann mit Zugstangen an den teilweise zusammengeklappten, hinteren Holmen im Mannschaftszug bewegt werden. Bei größeren Entfernungen wurde zudem der vordere Holm demontiert und auf den zusammengeklappten, hinteren Holmen, die auch als starre Deichsel dienten, befestigt. Das Geschütz konnte dann an der Protze eingehängt werden. So war ein Transport mit Zugtieren möglich. Für den motorisierten Transport musste die leicht gebaute Waffe im Transportzustand auf einen Spezialanhänger verladen werden. Die Bedienmannschaft bestand aus 5 Mann: Geschützführer, Richtschütze, Ladeschütze, 2 Munitionskanoniere. Die Magazine wurden neben dem Geschütz bereit gelegt und in Feuerpausen von der Mannschaft neu befüllt. Die Munition wurde vom Munitionszug, nach Art sortiert und lose in hölzernen Kisten verpackt, nachgeführt.

1934/35 wurden 15 leicht unterschiedliche Prototypen gefertigt, von denen in Tests bis 1937 jedoch keiner alle geforderten Leistungen erbrachte. Feldtests durch die Kavallerieschule führten zu der Forderung, auf die Fähigkeit zur Panzerabwehr zu verzichten. Zudem wurden eine mangelhafte Genauigkeit und das umständliche Instellunggehen bemängelt. Zudem wurde die Unterlafette als zu schwach für die Verwendung auf Lastkraftwagen befunden. Die Infanterieschule war ebenfalls der Meinung, dass neben dem neu| eingeführten Typ 94 37-mm-Flachfeuer-Infanteriegeschütz keine weitere Waffe zur Panzerabwehr benötigt wurde. Von dort wurde die Einführung mit kleineren Änderungen wie einer besseren Optik empfohlen. 

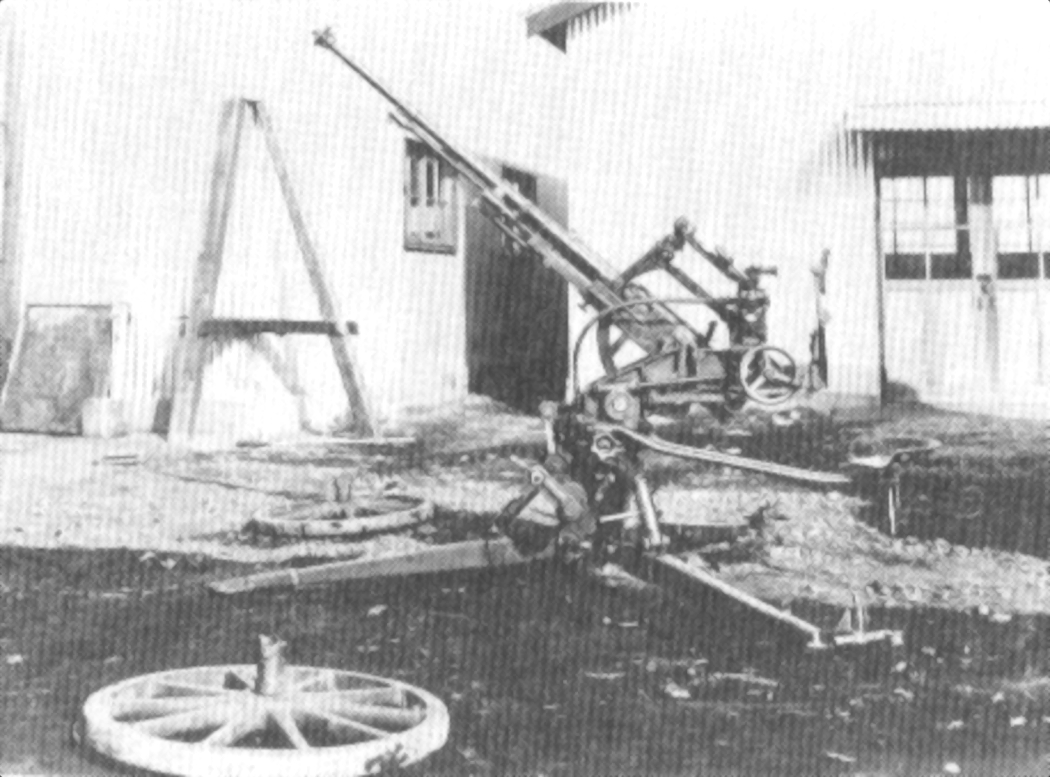
Prototyp der Typ 98 Maschinenkanone mit noch fest eingebauter Radachse und ohne Handgriffe für den Mannschaftszug

 Die Artillerieschule bewertete die Wirkung gegen Flugzeuge als für die damalige Zeit als ausreichend, empfahl jedoch ein größeres Magazin. Alle bemängelten die schlechten Fahreigenschaften im motorisierten Zug auf unebenen Boden wegen des geringen Gewichts. Im Ergebnis wurde 1937 beschlossen, das Geschütz grundlegend zu überarbeiten, insbesondere im Hinblick auf die Stärkung der Struktur. Es erhielt zudem ein 10-Schuss-Trommelmagazin und einen Sitz an einem Stahlrohr hinter der Unterlafette. Die einzelnen Schulen des Heeres waren jedoch auch damit noch nicht zufrieden.
Nach der Erbeutung der ersten 2-cm-Flak 30 (japanische Bezeichnung Typ Ra 20-mm-Flugabwehr-Maschinenkanone) der chinesischen Nationalrevolutionären Armee 1937/38 im Raum Shanghai/Nanking kam es auf Basis dieser Kanonen zu weiteren Detailänderungen wie zum Beispiel der Verwendung eines gebogenen Kastenmagazins (Kapazität zunächst 15, später 20 Schuss), einer u-förmigen, drehbaren Achse an Stelle einer fest montierten sowie massiverer Holme. Die überarbeitete Version wurde intern als Experimentelle Typ 97 20-mm-Flugabwehr-Maschinenkanone bezeichnet. Diese führte nach weiteren Detailverbesserungen letztlich zur Typ 98 20-mm-Flugabwehr-Maschinenkanone in der finalen Form.

## Technik

### Waffe
Das Geschütz besteht aus drei Hauptteilen:
- Waffe mit auswechselbarem Lauf, Richtmechanismus und Mündungsbremse
- Oberlafette
- Unterlafette mit Pivot, Rädern und drei Holmen

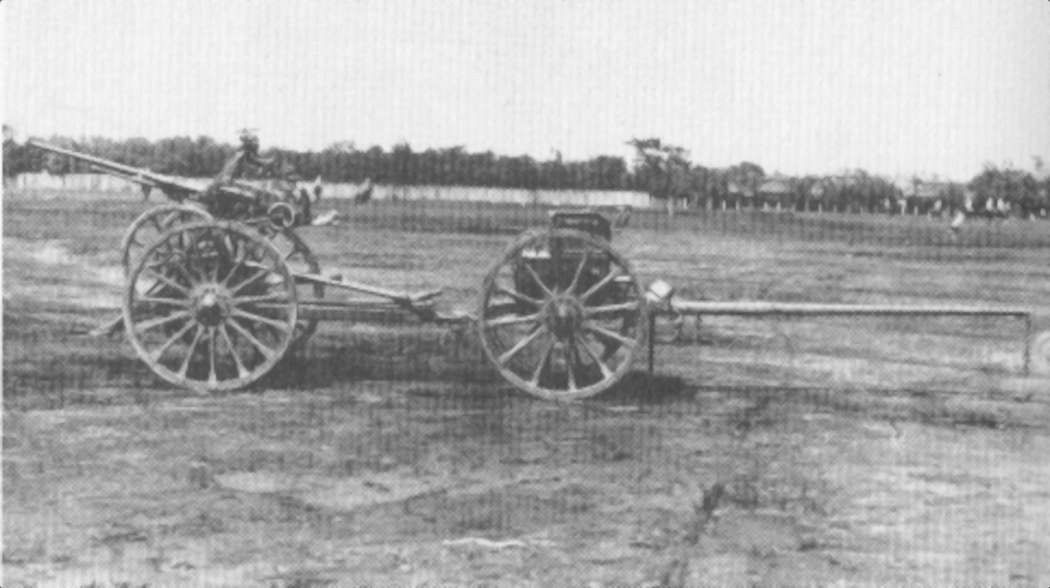
Typ 98 Maschinenkanone in Fahrstellung mit Protze für den Zugtiertransport

Das Rohr hatte eine Länge von 1400 mm (Kaliberlänge L/70). Der Gasabnehmer für den Lademechanismus nach dem System Hotchkiss setzte knapp vor der Hälfte des Laufes an. Der Richtmechanismus war auf der hinteren Hälfte des Gehäuses platziert. Der Lauf konnte bei Bedarf durch einen Bajonettverschluss am Gehäuse schnell ausgetauscht werden. Am hinteren Ende des Gehäuses waren zudem eine Schulterstütze und ein nach oben ragender Handgriff mit Druckknopf auf dem oberen Ende angebracht. So konnte die Waffe mit der Körperkraft des Schützen ausgerichtet und nachgeführt werden. Der Druckknopf diente als Abzug und wurde mit der linken Hand bedient. Ein u-förmiges Stahlblech diente als Wiege. Die Munitionszufuhr erfolgte durch ein nach vorn gebogenes Kastenmagazin für 20 Schuss in der Mitte des Gehäuses von oben.

Auf dem hinteren Teil des Gehäuses war an der zweiteilige Richtmechanismus rechts und links neben dem Magazin montiert. Zunächst kam der Typ 98 Richtmechanismus zum Einsatz. Dieser ermöglichte es, Flughöhe, Anflugwinkel, Geschwindigkeit und Entfernung auf die Waffe zu übertragen. Die Angaben wurden entweder per Ermittlung durch den Schützen mit einer Optik am vorderen Ende des Mechanismus und Zuruf weiterer Daten durch neben dem Geschütz postierte Messständen oder aber elektrisch vom Typ 94 Richtsystem auf Skalen mit zwei Zeigern an der Waffe übertragen. 

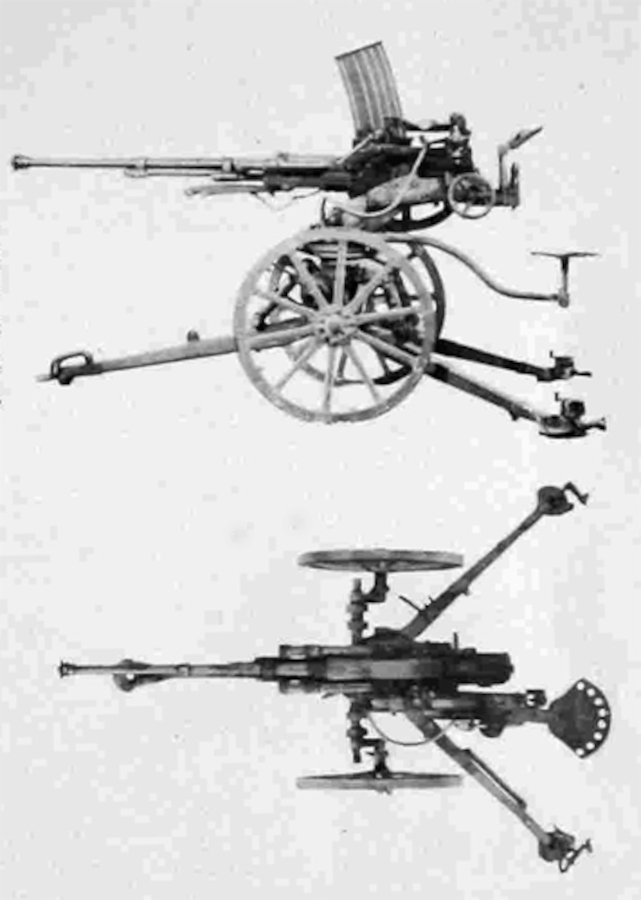
Zweiseitenansicht der Typ 98 Maschinenkanone in Abstellposition

 Die Einrichtung des Geschützes erfolgte dann durch Handräder an der Oberlafette. Beim Richten ohne zentralem Befehlsgeber wurden die Zeiger der Anzeigen auf die zugerufenen und ermittelten Werte eingestellt. Bei Verwendung des zentralen Befehlsgebers wurden die Soll-Werte über einen der Zeiger der Skalen angegeben und der Schütze musste den zweiten Zeiger zur Deckung bringen. Die Basisdaten wurden mit dem Richtmechanismus über Hebel mechanisch an die betreffenden Bauteile der Waffe übertragen. Die Seitenrichtung und die Nachführung der Waffe erfolgte durch Muskelkraft des Schützen.
Das Typ 94 Richtsystem war eigentlich für die schwere Flugabwehr konzipiert. Es arbeitete in Höhenbereich von 250 m bis 8000 m und bestand aus mehreren Messstationen, die die nötigen Angaben elektrisch an ein Kommandogerät weiterleiteten. Die Richtdaten wurden dann per Kabel an die Geschütze weitergegeben. Die Typ 98 Maschinenkanone hatte dafür ein mehrpoliges Kabel an der linken Seite, das von einem Anschlusskasten am Pivot zu den Skalen am Richtmechanismus reichte.
Die Oberlafette bestand aus einer nach hinten ragenden, u-förmigen Gabel, an der mittig die Befestigungspunkte des Gehäuses vertikal beweglich angebracht waren. Die Gabel konnte an einem Gelenk am vorderen Ende vertikal bewegt werden, um die Abschusshöhe der Maschinenkanone zu variieren. So war ein Höhenrichtbereich von −5° bis +85° möglich. Die Seitenrichtung erfolgte über ein Handrad, das über Zahnräder auf einen an der Unterlafette geschweißten, gebogenen Zahnkranz wirkte. Das Handrad war an der rechten Seite der Oberlafette angebracht und wurde mit der rechten Hand bedient. Auf Höhe des vorderen Ende des Gehäuses war rechts und links der Waffe jeweils eine Spiralfeder in einem zylindrischen Gehäuse zur zusätzlichen Dämpfung des verbleibenden Rückstoßes montiert. An der Oberlafette waren zudem ein leicht gebogener, nach hinten ragende Stahlträger befestigt, an deren Ende eine Sitzschale für den Schützen angebracht war. Der untere Teil der Oberlafette war mit einem Drehzapfen, in der Unterlafette horizontal um 360° drehbar gelagert, befestigt.
Die Unterlafette bestand aus einem kurzen Pivot. In diesem war mittig die u-förmige, drehbar gelagerte Achse für die Holzspeichenräder eingebaut. Diese konnten mit den Naben auf je einen Zapfen am unteren Ende der Schenkel der Achse gesteckt werden. Bei einem Stellungswechsel wurde die Achse so arretiert, dass die Zapfen in der untersten Position waren. Das Geschütz stand dann auf seinen Rädern. In Feuerstellung wurde die Achse nach oben gedreht, so dass die Räder den Boden nicht mehr berührten. In dieser Stellung konnte sie ebenfalls arretiert werden. Oft wurden die Räder aber auch abgenommen und griffbereit in oder nahe der Stellung auf den Boden gelegt.

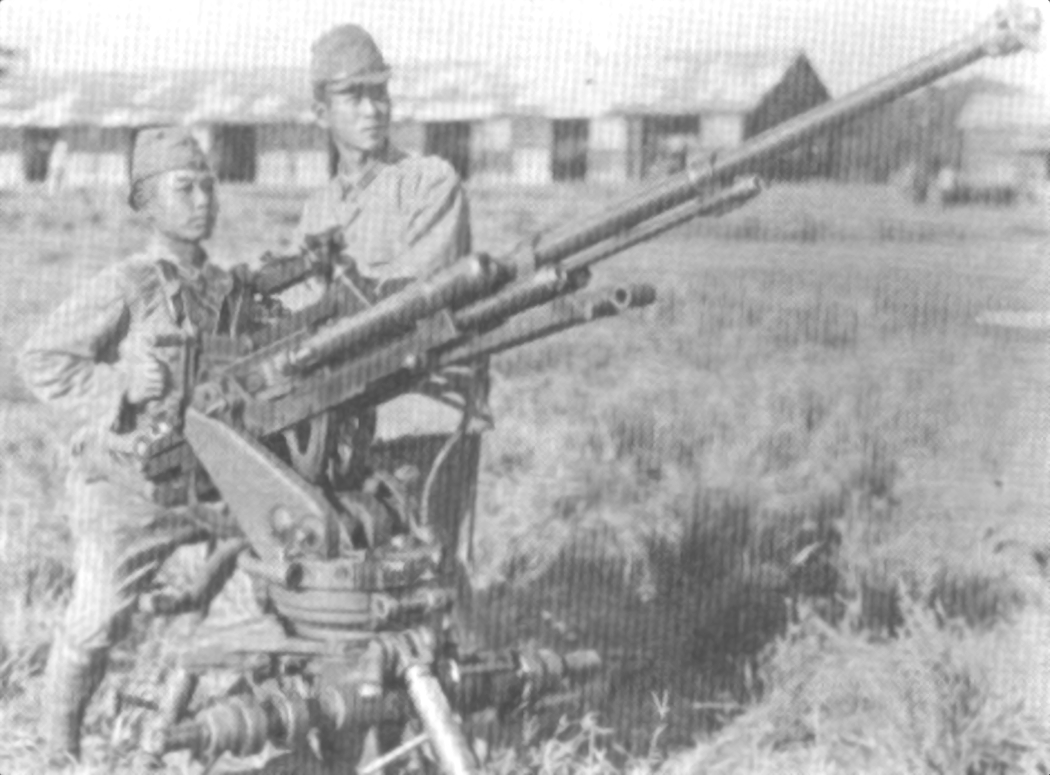
Detailansicht der Typ 98 Maschinenkanone in Feuerposition

Am unteren Ende des Pivots waren zudem in einem Winkel von 120° zueinander Befestigungspunkte für die Holme angebracht. An ihnen waren drei gleiche Kastenholme mit rechteckigem Querschnitt eingehängt. Oberhalb der Holme ragte jeweils eine dreieckige Stahlkonstruktion aus dem Pivot. An deren vorderen Ende war jeweils ein vertikal drehbares Gelenk angebracht. Die Gelenke dienten als oberer Ansatzpunkte für je eine Schraubenfeder in einem zylindrischen Gehäuse. Die unteren Enden der Federn waren jeweils an einem weiteren, vertikal beweglichen Gelenk mit dem jeweiligen, darunterliegenden Holm verbunden. Dieser Mechanismus verminderte zusätzlich die Schwingungen beim Schießen. An hinteren Ende aller Holme waren kleine Auflageteller angebracht, durch deren Mitte Erdanker zum Stabilisieren in den Boden geschlagen werden konnten. Die beiden Teller an den hinteren Holme konnten zudem durch Gewindestangen so ausgerichtet werden, dass das Geschütz waagerecht stand.
Die hinteren Holme konnten an ihren Befestigungspunkten nach hinten gedreht und zu einer Deichsel zusammengeführt werden. Diese wurde dann in die Protze eingehängt. Im halb zusammengelegten Zustand dienten die beiden Holme zudem als Stützen, solange das Geschütz auf seinen Rädern stand. Auf dem vorderen Holm waren vorn zwei Handgriffe angeschweißt, mit der die Waffe auf Rädern im Mannschaftszug bewegt werden konnte. Die Zusammenklappbarkeit der hinteren Holme ermöglichte zudem die Verladung des Geschützes auf die Ladeflächen unterschiedlich breiter Fahrzeuge.

### Munition
Die Typ 98 20-mm-Flugabwehr-Maschinenkanone verwendete mehrere, bis zu 10 cm lange Geschosse verschiedener Art. Diese waren zudem teilweise austauschbar mit den der Typ 97 20-mm-Panzerbüchse. Es wurden jedoch unterschiedlich große Kartuschen verwendet. Insgesamt wurden vier unterschiedliche Geschosse entwickelt:
- zwei Sprenggeschosse mit Leuchtspur, davon eins mit Zerleger
- ein Brandgeschoss mit Leuchtspur und Zerleger
- ein panzerbrechendes Geschoss mit Leuchtspur

Die Leuchtspurladungen wurden jeweils beim Abschuss durch das abbrennende Treibladungspulver gezündet. Die Zerlegerladung wurde, soweit vorhanden, jeweils durch eine kurze Schwarzpulver-Verzögerungsladung kurz vor dem Ausbrennen von des Leuchtspursatzes ausgelöst.
| Bezeichnung                                                | Bild                                                       | Gewicht  | Gewicht                        | Sprengstoff                               | Zünder                  |
| Bezeichnung                                                | Bild                                                       | Geschoss | Sprengstoff                    | Sprengstoff                               | Zünder                  |
| ---------------------------------------------------------- | ---------------------------------------------------------- | -------- | ------------------------------ | ----------------------------------------- | ----------------------- |
| Typ 98 20 mm Sprenggeschoss mit Leuchtspur                 | Typ 98 20 mm Sprenggeschoss mit Leuchtspur                 | 128,71 g | unbekannt                      | Hexogen                                   | Typ 93 Aufschlagzünder  |
| Typ 100 20 mm Sprenggeschoss mit Leuchtspur und Zerleger   | Typ 100 20 mm Sprenggeschoss mit Leuchtspur und Zerleger   | 133,25 g | unbekannt                      | Hexogen (Sprengladung und Zerlegerladung) | Typ 100 Aufschlagzünder |
| Typ 100 Modell 2 Brandgeschoss mit Leuchtspur und Zerleger | Typ 100 Modell 2 Brandgeschoss mit Leuchtspur und Zerleger | 127,00 g | unbekannt                      | Hexogen (Zerlegerladung)                  | Typ 100 Aufschlagzünder |
| Typ 100 panzerbrechendes Geschoss mit Leuchtspur           | Typ 100 panzerbrechendes Geschoss mit Leuchtspur           | 155,93 g | keine Sprengladung installiert | massives Geschoss ohne Sprengladung       | kein Zünder notwendig   |

Die Verwendung der Typ 98 Sprenggeschosse mit Leuchtspur wurde im Juli 1942 offiziell verboten. Zudem gab es zu diesem Zeitpunkt auch Probleme mit der Qualität der ausgelieferten Munition.
Die Kartusche war bei allen Geschossen die gleiche. Sie war aus Messing und 14,2 cm lang bei einem Basisdurchmesser von 2,845 cm. Das Leergewicht lag bei 208,3 g. Die Treibladung bestand aus 58,9 g in gekörntem, graphitiertem, rauchlosem Pulver.

## Produktion und Einsatz
Die formell offizielle Einführung erfolgte erst im Februar 1940. Die Serienfertigung begann aber bereits im Jahr 1939 und endete im Juni 1944 aufgrund der geringen Wirksamkeit gegen die immer stärker gepanzerten und schnelleren, modernen Flugzeuge. Insgesamt wurden nur knapp 2600 Typ 98 20-mm-Flugabwehr-Maschinenkanonen gefertigt. Im Vergleich zu den Fertigungszahlen der entsprechend vergleichbaren Waffen anderer Nationen (2-cm-Flak 38: etwa 40.000 Stück, Oerlikon 2-cm-Kanone:knapp 125.000 Stück in mehreren am Krieg beteiligten Nationen beider Seiten) ist diese Zahl extrem gering. Der eigentliche Bedarf konnte nie gedeckt werden.

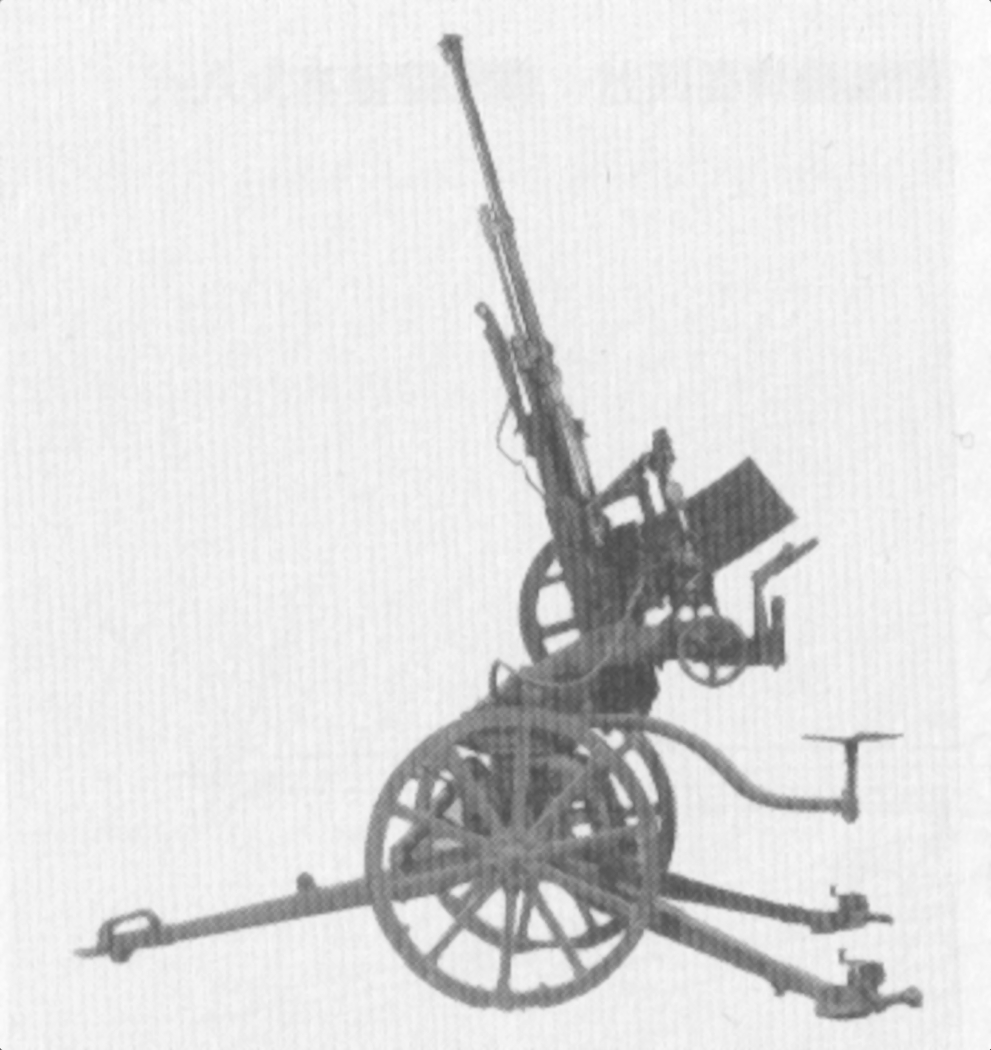
Typ 98 Maschinenkanone mit maximaler Rohrerhöhung

Der Einsatz erfolgte zunächst zugweise mit je zwei Geschützen in den leichten Zügen der Feld-Flugabwehrbatterien und der Festungsverbände des Heeres. Mit der weiteren Produktion wurden auf Basis der vorhandenen Waffen nach und nach mehrere, so genannte Maschinenkanonen-Kompanien und Feld-Maschinenkanonen-Kompanien aufgestellt. Erstere wurden fest den Flugabwehr-Regimentern unterstellt. Die zweiten waren als unabhängige Einheiten konzipiert und wurden bei Bedarf direkt den Feldarmeen unterstellt und nach Ende der jeweiligen Operation wieder abgezogen. Jede der Kompanien bestand aus sechs Geschützgruppen mit je einem Geschütz, einem Mess- und einem Munitionszug. Ab 1944 waren genügend Geschütze produziert worden, um den Flugabwehrregimentern Maschinenkanonen-Bataillone aus drei Kompanien und einer Versorgungs- und Reparatureinheit zu unterstellen. Der Einsatz erfolgte in allen Gebieten, in denen das Heer operierte.
Für den Zugtierzug waren je nach Gelände ein, zwei oder vier Maultiere oder Pferde nötig. Für den motorisierten Zug wurde unter anderem die Typ 96 6-Rad-Zugmaschine verwendet. Später wurde auch die für solche Aufgaben konzipierte Typ 98 Halbketten-Zugmaschine Ko-Hi dafür verwendet. Allerdings waren deren Herstellungszahlen geringer als die des Geschützes, so dass auch Typ 94 4-Rad Lastkraftwagen und Typ 94 6-Rad Lastkraftwagen sowie andere Modelle dafür eingesetzt wurden. Beim Transport stellte sich auch bei dieser Waffe das geringe Gewicht als ein Problem heraus. Beim Fahren über unebenem Untergrund konnte sich das Geschütz stark aufschaukeln und sogar losreißen. Daher wurde von vornherein der einachsiger Zuganhänger dafür genutzt, der für die Vorläufermodelle entwickelt worden war.
Die Waffenwirkung der Typ 98 20-mm-Flugabwehr-Maschinenkanone war aufgrund des Kalibers begrenzt und ab 1943 nicht mehr ausreichend. Zudem erschwerte das geringe Gewicht den motorisierten Transport. Zudem beschädigte die Munition auf Dauer die Züge im Lauf. Insgesamt hat sie sich aber als zuverlässig und relativ genau erwiesen.

### Mobilisierung
Bereits 1936 gab es Test mit dem damals aktuellen Vorläufer auf einem Typ 94 6-Rad-Lastkraftwagen bei der Kavallerieschule. Die Waffe war jedoch zu leicht gebaut und hatte daher Probleme mit den Vibrationen beim Schießen. Dies verringerte die Genauigkeit deutlich.

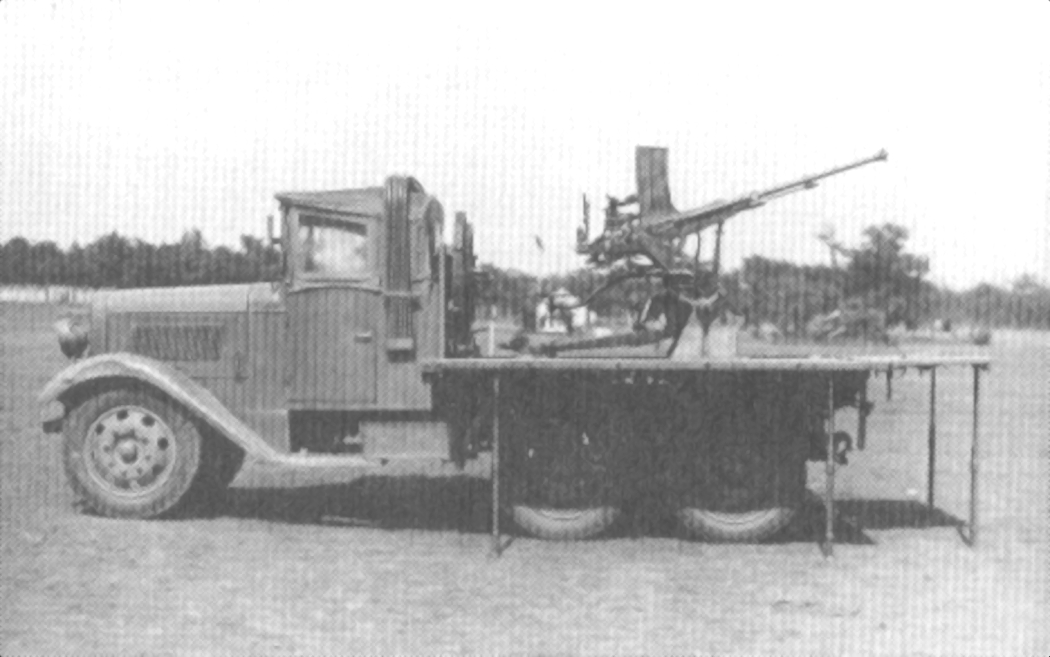
Typ 98 Maschinenkanone auf Typ 94 6-Rad-Lastkraftwagen in Feuerstellung

Ab Mai 1940 wurden dann seitens der Artillerieschule Mechanisierungsversuche mit der auf einen Typ 94 6-Rad-Lastkraftwagen montierten Typ 98 20-mm-Flugabwehr-Maschinenkanone gemacht. Das Geschütz wurde dazu ohne Räder mit der Achse auf eine einfache Befestigungskonstruktion aus geschweißten Stahlblechen gesetzt. Die Räder wurden auf dem Fahrzeug mitgeführt, so dass jederzeit auch wieder die Verwendung als abgesetztes Geschütz möglich war. Die Seitenteile der Ladefläche der Lastkraftwagen wurden zum Feuern heruntergeklappt und durch nivellierbare Stützen und Auflagen zum Boden hin gesichert. Dies stabilisierte die Ladefläche und vergrößerte die Standfläche für die Bedienmannschaft. So war ein Schießen mit etwa 5 % geringer Genauigkeit als beim Einsatz vom Boden aus möglich. Ein Abfeuern ohne Vorbereitung war nur im Notfall vorgesehen, da dabei die Genauigkeit deutlicher abnahm. Ab Dezember 1940 wurden auch Nissan 80 4-Rad-Lastkraftwagen und Nissan 180 4-Rad-Lastkraftwagen als Fahrzeuge getestet. Diese erwiesen sich jedoch als zu instabil als Waffenplattformen. Anfang 1941 wurde dann die Verwendung der Waffe auf der Ladefläche des Typ 94 6-Rad-Lastkraftwagens offiziell genehmigt. Eine spezielle Benennung ist jedoch nicht erfolgt. Der Einsatz solcher Fahrzeuge erfolgte unter anderem bei der 1. Panzerdivision während der Operation Ichi-Gō in China im Sommer 1944.

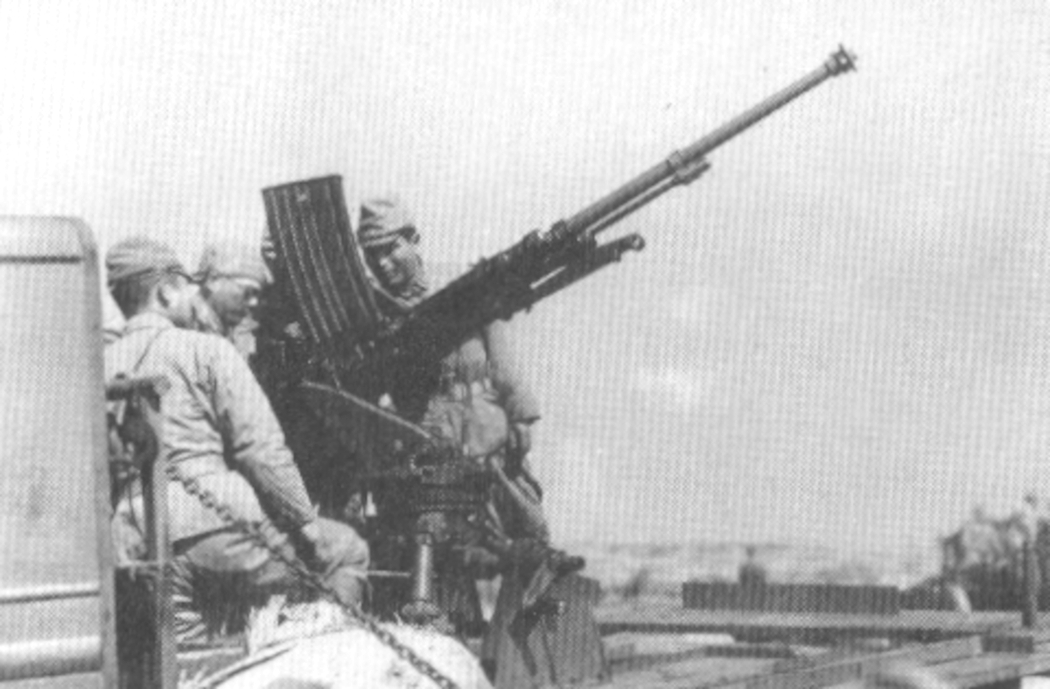
Bedienmannschaft an der Typ 98 Maschinenkanone auf Typ 94 6-Rad-Lastkraftwagen

1941 wurde auch der Einsatz der Geschütze auf der Typ 98 Halbketten-Zugmaschine Ko-Hi getestet. Die Ergebnisse waren in etwa vergleichbar mit denen bei den Lastkraftwagen, jedoch erfolgte keine offizielle Genehmigung für eine entsprechende Verwendung.
Im gleichen Jahr testete die Panzerschule mindestens zwei zu Waffenträgern erweiterte Typ 97 Tanketten Te-Ke als Flugabwehrpanzer. Die Maschinenkanone wurde dabei ohne Räder auf der Ladefläche für die Geschütze platziert. Die Räder wurden in Halterungen am Heck des Fahrzeugs mitgeführt. Die Flugabwehr-Version wurde offiziell Experimenteller Flugabwehrpanzer Nummer 1 Ki-To benannt. Da der Waffenträger wenig Schutz für die Bedienung bot, wurde er aber nicht eingeführt und das Projekt 1942 beendet.
Ein weiterer Versuch war 1942 die Verwendung einer modifizierten Version des Geschützes als Bewaffnung für einen leichten Flugabwehrpanzer mit oben offenem Drehturm auf Basis des Typ 98 Leichten Panzers Ke-Ni. Dabei wurde die Unterlafette komplett durch einen hohen Pivot ersetzt. Der Schütze stand nun hinter der als Experimentelle 20-mm-Flugabwehr-Maschinenkanone Ho-Ki 1 benannten Waffe. Die offizielle Bezeichnung des Fahrzeugs war Experimenteller Flugabwehrpanzer Nummer 2 Ta-Se. Er wird in der Literatur aber oft auch als Typ 98 Flugabwehrpanzer Ta-Se bezeichnet. Da der Turm sehr eng war und die Effizienz des Geschützes beeinträchtigte wurde nur ein Prototyp gefertigt.

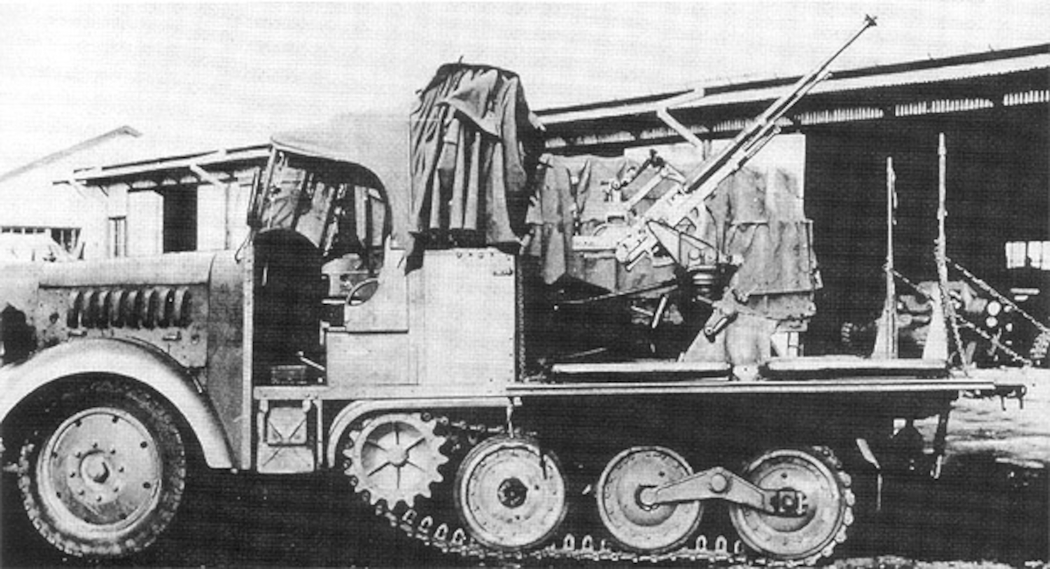
Typ 98 20-mm-Flugabwehr-Maschinenkanone auf Typ 98 Ko-Hi.
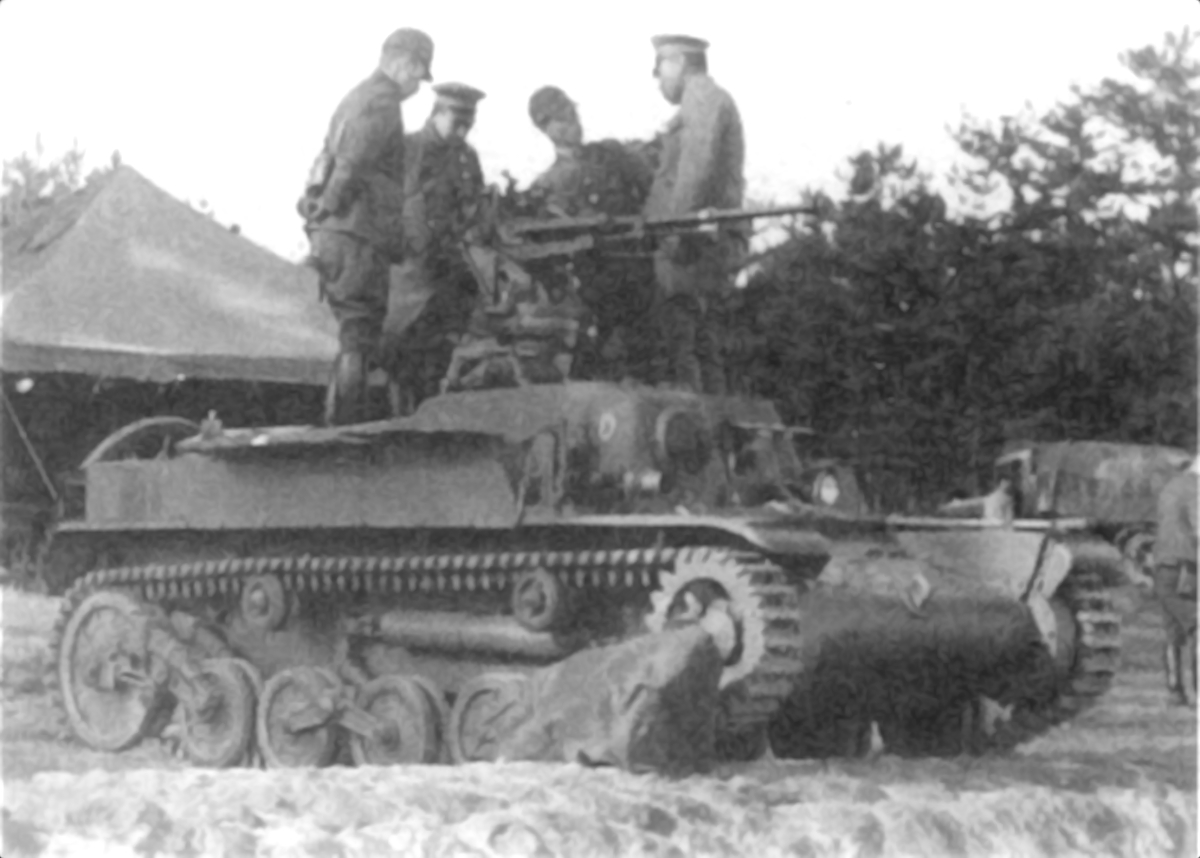
Typ 98 20-mm-Flugabwehr-Maschinenkanone auf Experimentellem Flugabwehrpanzer Nummer 1 Ki-To.
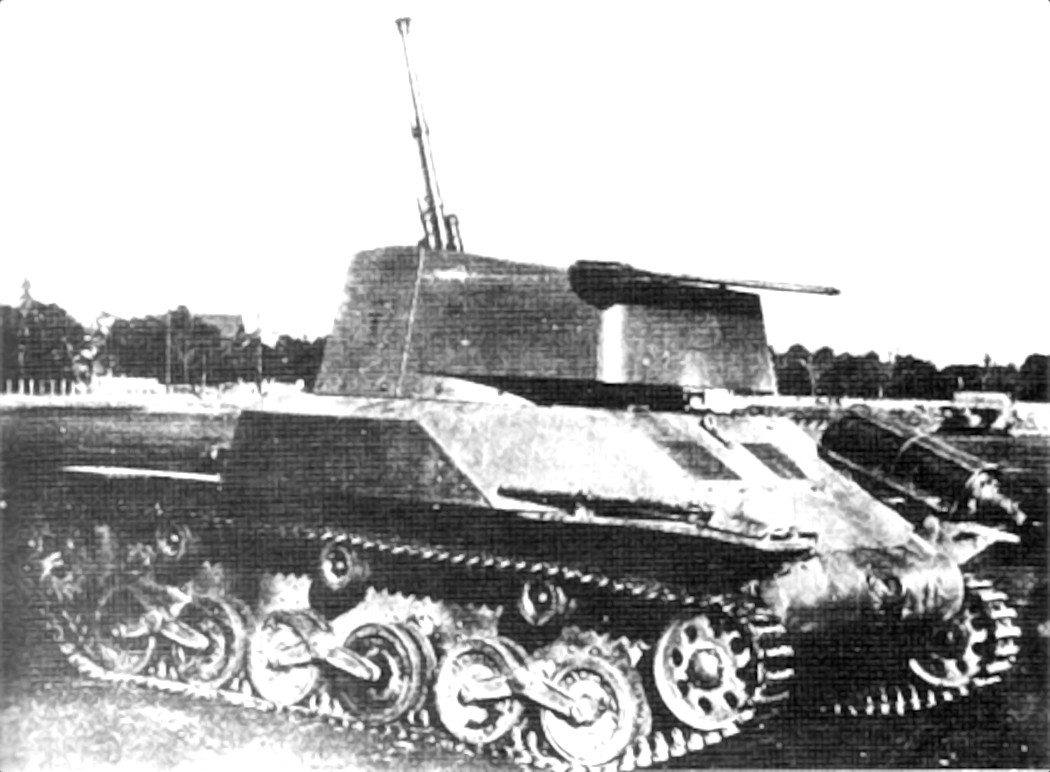
Modifizierte Typ 98 20-mm-Flugabwehr-Maschinenkanone auf Experimentellem Flugabwehrpanzer Nummer 2 Ta-Se.

### Verwendung beim Heeres-Seekommando
Die Typ 98 20-mm-Flugabwehr-Maschinenkanone wurde an Bord vieler requirierter Handelsschiffe des Seekommandos als Nahbereichs-Flugabwehrwaffe eingesetzt. Dazu wurde die Unterlafette entfernt und der Rest auf einen einfachen Pivot aus einem Stahlrohr mit seitlichen Stützen montiert. Da jedoch ein Kantrichtmechanismus zum Ausgleich von Roll- und Stampfbewegungen der Schiffe fehlte, war die Zielgenauigkeit eher gering. Daher wurde 1943 eine spezielle Version mit Kantrichtmechanismus und anderen Verbesserungen entwickelt. Allerdings wurden aufgrund des Rohstoffmangels nur noch 19 dieser Geschütze gebaut und eingesetzt.

## Nachfolger
- 1942 entstand mit der Typ 2 20-mm-Flugabwehrmaschinenkanone eine verbesserte Waffe unter Verwendung der Lafette der 2-cm-Flak 30. Es wurden jedoch nur wenige Exemplare gefertigt. Auch eine doppel- und eine und vierrohrige Version wurden testweise gebaut. Alle verwendeten die Waffe der Typ 98 20-mm-Flugabwehr-Maschinenkanone.
- Zuletzt entstand 1944 mit der fest eingebauten Typ 4 20-mm-Flugabwehr-Zwillingsmaschinenkanone eine deutlich vereinfachte Version mit zwei parallel montierten Waffen. Zu diesem Zeitpunkt war das Kaliber 20 mm aber fast wirkungslos geworden. Trotzdem wurde noch etwa 500 dieser Geschütze gefertigt.
- Ab 1944 stieg das Heer in Vorbereitung für den Endkampf in geringem Umfang auch noch auf die etwas stärkere Typ 96 25-mm-Maschinenkanone der Marine um.

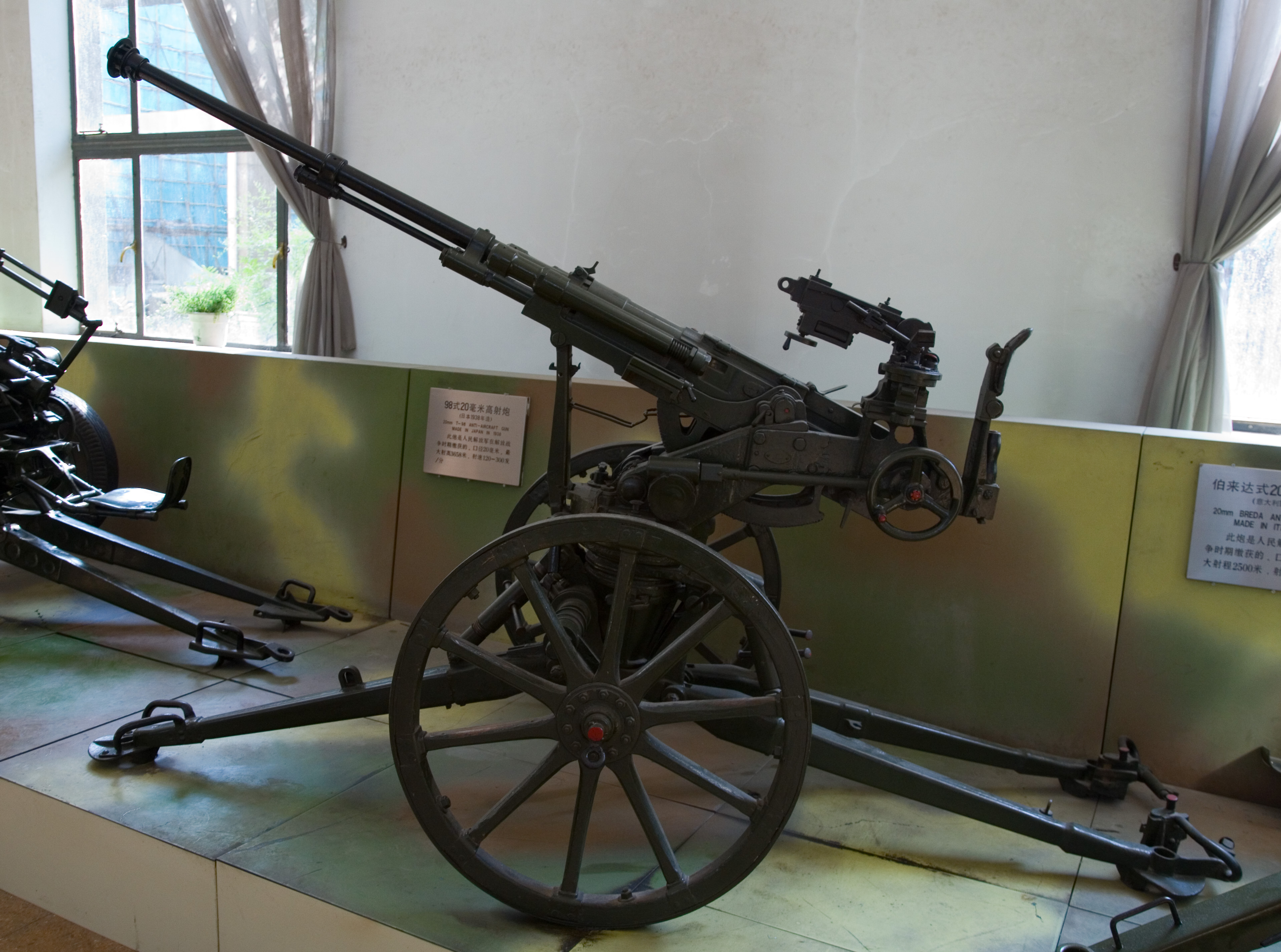
Unvollständige Typ 98 Maschinenkanone im Militärmuseum Peking

Bis Kriegsende wurde keine weitere Waffe in diesem Kaliberbereich getestet, so dass die Typ 98 20-mm-Flugabwehr-Maschinenkanone bis zuletzt den Kern der leichten Flugabwehr bildete.

## Erhaltene Exemplare
Erhaltene Exemplare der 20-mm-Flugabwehrkanonen Typ 98 sind unter anderem an folgenden Standorten zu finden:
- In der Nähe von Wewak auf Papua-Neuguinea.[11]
- Im Militärmuseum Peking
- Im Virginia War Museum[12]